# Jardim do Rossio
O Jardim do Rossio é um parque que existe no centro da cidade de Aveiro, Portugal, na extremidade sudoeste do Bairro da Beira Mar.
Devido à sua localização central, junto aos canais Central e das Pirâmides, assume-se como um dos principais locais turísticos da cidade, existindo várias docas nas suas margens, de onde é possível efetuar passeios de moliceiro.
Durante muitos anos, a sua fronteira natural com a Ria de Aveiro foi demarcada com uma linha de palmeiras, das quais apenas sobreviveu um número reduzido, devido a infestações de escaravelho das palmeiras.
A requalificação deste espaço, anunciada pela Câmara Municipal de Aveiro, tem sido alvo de contestação por um elevado número de cidadãos, nomeadamente, por contemplar a criação de um estacionamento subterrâneo e consequente diminuição do espaço verde.

## Características
O Jardim do Rossio é composto por uma zona verde arborizada, um parque infantil, um pequeno anfiteatro e uma calçada, onde é frequentemente montado um palco amovível para celebrações de eventos festivos, como a passagem de ano ou as Festas em Honra de São Gonçalinho. Ao longo dos anos, albergou diversos eventos, tais como a Feira de Março, feiras de artesanato, do livro, exposições, entre outras.
Junto aos canais da Ria de Aveiro, existem várias docas, de onde partem moliceiros turísticos.
É delimitado a:
- Norte: Rua de João Afonso de Aveiro e Largo do Rossio;
- Sul: Canal Central;
- Este: Rua Dr. Barbosa de Magalhães e Rua de João Mendonça;
- Oeste: Canal das Pirâmides.

## História
A existência do Jardim do Rossio verifica-se há, pelo menos, 500 anos, facto que torna este espaço intimamente ligado à história da cidade de Aveiro. Surgiu como espaço de necessidade para as atividades que garantiam a subsistência dos aveirenses e como cais de ligação da cidade ao mundo ultramarino. Garantiu não só o desenvolvimento, mas também a convivência entre a população que ali residia e os comerciantes externos. Para além de servir, durante muitos anos, de palco para a Feira de Março, existiu também no seu perímetro um velódromo, uma praça de touros e um cinema ao ar livre.
Foi nele implantado, no século XVI, o primeiro pelourinho da cidade, após o Foral Novo outorgado por D. Manuel I. Próximo a este, existia também uma forca.
Em 1809, durante as Guerras Peninsulares, este local serviu de acantonamento de tropas inglesas, integradas no exército anglo-luso que, em 1811, expulsou e venceu os exércitos napoleónicos.
Em 1922, serviu de palco para os primeiros jogos do Sport Clube Beira-Mar, até à transferência deste para o Estádio Mário Duarte e, posteriormente, para o Estádio Municipal de Aveiro.
Aqui se comemoraram, em 1959, os 200 anos da elevação de Aveiro a cidade e os 1000 anos  sobre a sua primeira referência documental  conhecida  (relativa à doação de terras e salinas pela Condessa Mumadona Dias, em 959), momentos que trouxeram ao espaço o então Presidente da República, o Almirante Américo Tomás.

## Polémica
No contexto do Plano de Desenvolvimento Urbano da Cidade de Aveiro (PEDUCA), a Câmara Municipal de Aveiro anunciou, em 2019, um projeto de requalificação da zona envolvente ao Jardim do Rossio, que assentava, originalmente, em vários projetos individuais:
- Construção de um estacionamento subterrâneo;
- Reabilitação arqueológica das fundações da antiga Capela de São João do Rossio;
- Remodelação total (substituindo o existente) da rede de iluminação pública e da rede de águas pluviais;
- Construção de uma nova estação elevatória de águas residuais;
- Construção de um novo parque infantil com duas zonas distintas;
- Construção da rede de distribuição de energia para carregamento de motores elétricos de embarcações (nomeadamente de Moliceiros);
- Construção de sanitários públicos (a instalar no parque de estacionamento);
- Construção de um bar-esplanada.

Este projeto foi rapidamente contestado por um assinalável número de cidadãos, nomeadamente, nos pontos referentes à construção do estacionamento subterrâneo e redução da zona verde atualmente existente no local. No âmbito desta contestação, foi notória a criação do grupo Juntos Pelo Rossio, que tem vindo a apresentar diversos argumentos contra a realização do projeto, nos seus moldes atuais, e conseguiu suspender os trabalhos arqueológicos que foram levados a cabo nas fundações da antiga Capela de São João.
Seguiram-se várias manifestações contra o projeto que, apesar destas, foi aprovado em Assembleia Municipal e avançou para a fase de concurso.
Em 21 de janeiro de 2021, o grupo Juntos Pelo Rossio entregou uma providência cautelar no Tribunal Administrativo e Fiscal do Porto, no sentido de suspender a "adjudicação da obra de requalificação do Rossio e Praça Humberto Delgado". Segundo o movimento, a execução desta obra, durante a Pandemia de COVID-19, representa um agravamento da "atual situação de crise, como a que já se faz sentir com as obras da Avenida Dr. Lourenço Peixinho, que já resultou no encerramento definitivo de pelo menos cinco estabelecimentos comerciais", considerando igualmente que esta "irá afetar irremediavelmente a restauração e comércio local de toda a zona da Beira Mar".